# William G. Stigler
William Grady Stigler, född 7 juli 1891 i Newman i Indianterritoriet, död 21 augusti 1952 i Stigler i Oklahoma, var en amerikansk demokratisk politiker. Han var ledamot av USA:s representanthus från 1944 fram till sin död. Han var son till staden Stiglers grundare Joseph S. Stigler. Orten hette tidigare Newman men ortnamnet ändrades till Stigler för att hedra Joseph S. Stigler.
Stigler studerade juridik vid University of Oklahoma och deltog i första världskriget i USA:s armé. Efter kriget bedrev han studier i Grenoble. År 1920 inledde han sin karriär som advokat i Oklahoma. År 1944 fyllnadsvaldes han till USA:s representanthus. Stigler avled 1952 i ämbetet och gravsattes på Stigler Cemetery i Stigler.